# Ulrich Renz (Schriftsteller)
Ulrich Renz (* 25. Februar 1960 in Stuttgart) ist ein deutscher Schriftsteller.

## Biographie
Nach dem Abitur und dem Zivildienst lebte Ulrich Renz in Paris, wo er französische Literatur, Spanisch und Russisch studierte. 1983 zog Renz nach Lübeck, um Medizin zu studieren. Während des Studiums hatte Renz angefangen, Medizinbücher zu schreiben, namentlich die Kitteltaschenbuch-Reihe Klinikleitfaden, die er zusammen mit Arne Schäffler in Lübeck begründet hat. Ab 1989 arbeitete Renz für die Medizin- und Wissenschaftsverlage Jungjohann und Gustav Fischer, zunächst als Lektor, dann als Geschäftsführer. 1998 beendete Renz seine Verlagskarriere und arbeitet seither als freier Autor. Neben Sachbüchern schreibt Renz Kinder- und Jugendbücher.
Ulrich Renz lebt mit seiner Frau Kirsten Bödeker und drei Kindern in Lübeck.
Er ist der Zwillingsbruder von Herbert Renz-Polster.

## Werke

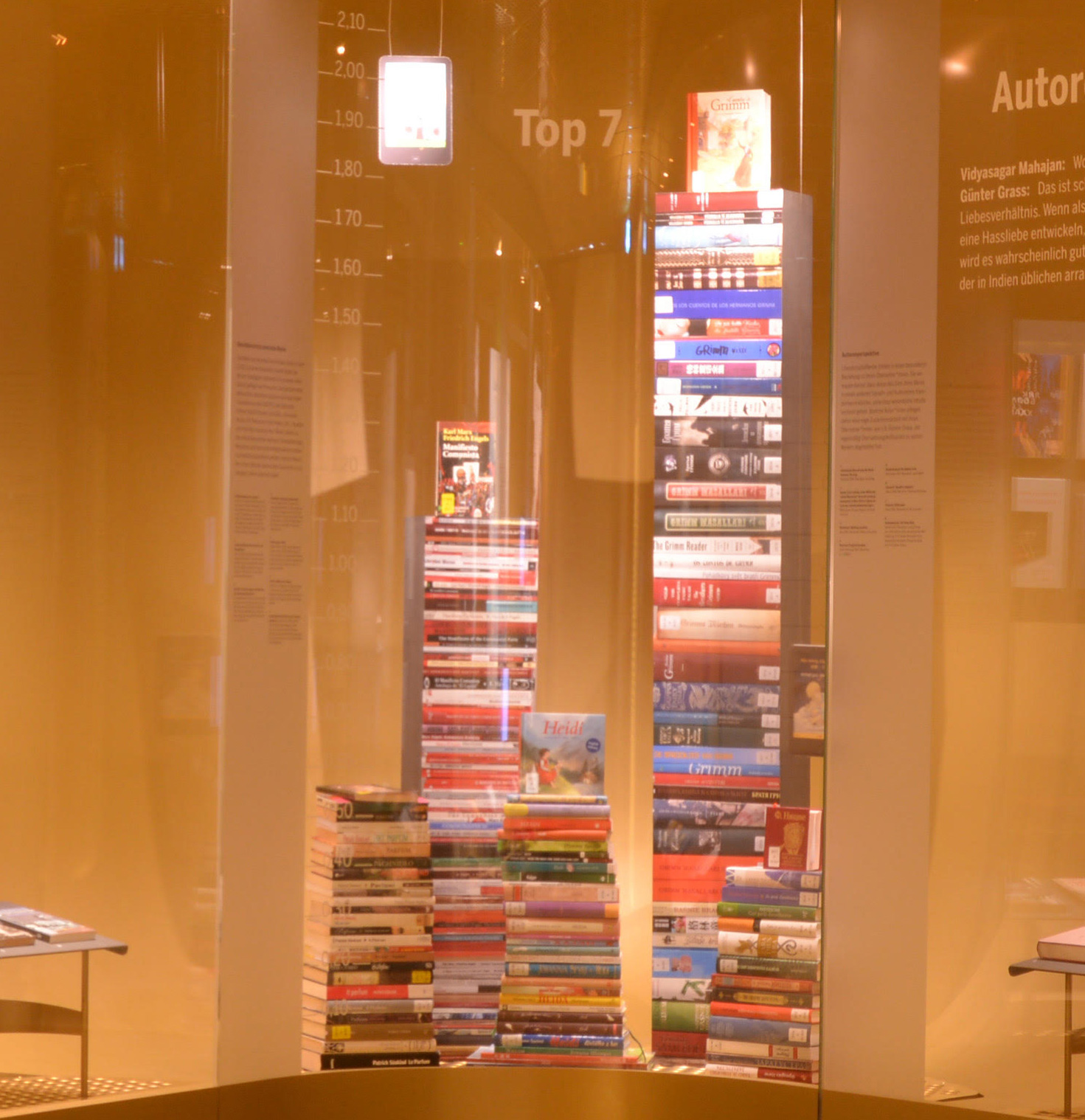
Top 7 der meistübersetzten deutschen Werke im Deutschen Buch- und Schriftmuseum; auf dem 4. Platz: Schlaf gut, kleiner Wolf

- Die Kunst, weniger zu arbeiten. Zusammen mit Axel Braig. Argon, Berlin 2001, ISBN 978-3-8702-4541-2
- Was ich mir wünsche, ist ein Clown. Zusammen mit Anja Doehring. Beltz Verlag, Weinheim 2003, ISBN 978-3-4075-5884-8
- Motte & Co. (Kinderkrimi-Serie, englische Ausgabe: Bo and Friends.).
- Schönheit – eine Wissenschaft für sich. Berlin Verlag, Berlin 2006. ISBN 3-8270-0624-4
- Die Tyrannei der Arbeit: Wie wir die Herrschaft über unser Leben zurückgewinnen. Ludwig Verlag, München 2013, ISBN 978-3-4532-8050-2
- Motte & Co: Auf der Spur der Erpresser. (Kinderkrimi in Einfacher Sprache, zusammen mit Irina Bäcker, 2015).
- Schlaf gut, Kleiner Wolf / Sleep Tight, Little Wolf. (zweisprachiges Kinderbuch, zusammen mit Barbara Brinkmann, 2015).